# Las Heras (Mendoza)
Las Heras, oficialmente Ciudad de Las Heras, es la villa cabecera del departamento homónimo de la provincia de Mendoza, Argentina. Fue declarada ciudad en 1961 y se localiza a 4 km al norte de Mendoza.

## Toponimia e historia
Su nombre rinde homenaje al general Juan Gregorio de Las Heras, oficial del Ejército de los Andes y jefe del Regimiento 11 de Infantería (actual RIM-11) en el marco de la Guerra de la Independencia Argentina.
El territorio comenzó a poblarse ya a fines del siglo XVI, siendo ocupado mayormente por vecinos ricos. Alrededor del lugar conocido como San Miguel de Panquehua se estableció lo que serían los orígenes del departamento Las Heras. El 31 de enero de 1871 el departamento toma su nombre actual, y la localidad de Las Heras es designada su cabecera.
El terreno ocupa la zona conocida como piedemonte extramontañoso, caracterizado como una planicie con lomadas y sierras de baja altura. La actividad económica se centra en el comercio y algunas industrias, dentro de las que podemos destacar fábricas de muebles y bodegas. La ciudad cuenta con gran cantidad de líneas de transporte público para dirigirse a la capital provincial.

## Población

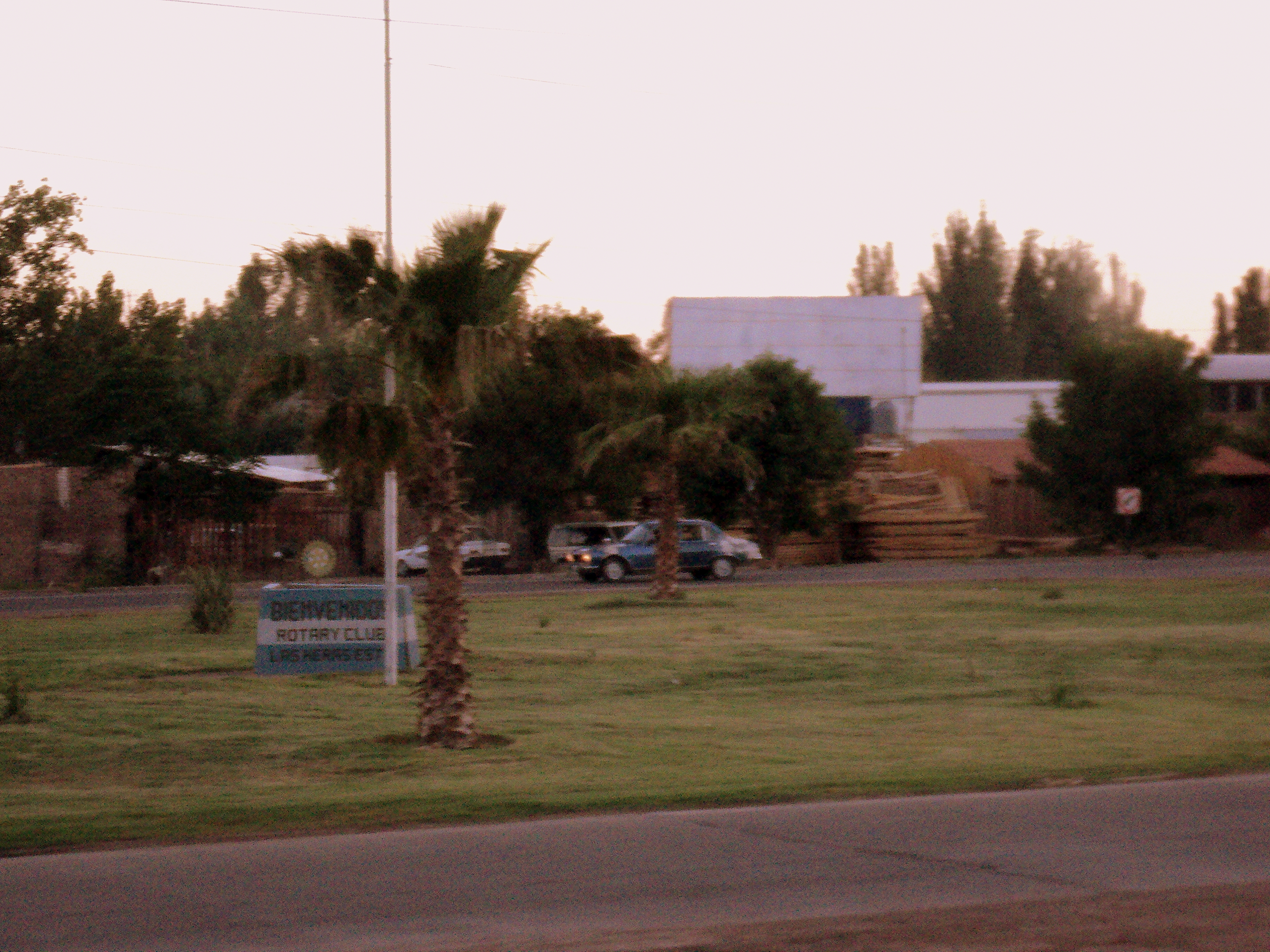
Vista de la parte este de la ciudad

La Ciudad de Las Heras cuenta con 203,507 habitantes (Indec, 2010). A esta cifra debe sumársele la población urbana de los distritos Panquehua, El Zapallar, El Plumerillo, La Cieneguita, El Resguardo, Capdevilla, y El Challao, con lo cual se obtienen los 207,507 habitantes (Indec, 2010) del Departamento de Las Heras[cita requerida], que forma parte del Gran Mendoza. Esta cifra hace que la Ciudad de Las Heras sea la segunda unidad poblacional de dicho aglomerado.
A lo que también le sumamos, es una zona con mayor índice de inseguridad en Mendoza.[cita requerida]

## Sismicidad
La sismicidad del área de la Región de Cuyo (centro oeste de la República Argentina) es frecuente y de intensidad baja, y un silencio sísmico de terremotos medios a graves cada 20 años.

### Sismo de 1861
Aunque dicha actividad geológica ocurre desde épocas prehistóricas, el terremoto del 20 de marzo de 1861 señala un hito importante dentro de la historia de eventos sísmicos argentinos ya que fue registrado y documentado en el país, con 7,2 Richter. A partir del mismo la política de los sucesivos gobiernos provinciales y municipales han ido extremando cuidados y restringiendo los códigos de construcción.

## Ciudades hermanadas
- Río Turbio, Argentina
- Victoria de Durango, México
- San Miguel de Allende, México

## Parroquias de la Iglesia Católica
| Arquidiócesis  | Mendoza                                                |
| -------------- | ------------------------------------------------------ |
| Parroquias     | San Antonio de Padua, San Miguel Arcángel, Santa Cruz, |
| Cuasiparroquia | Divino Maestro                                         |